# ديزونيد
ديزونيد (Desonide)هو كريم ستيرويدي يستخدم لعلاج الأكزيما و التهاب الجلد الدهني والتهاب الجلد التماسي والصدفية،  يأتي على شكل كريم و مرهم و غسول و رغوة. 
تشمل الآثار الجانبية الشائعة له على؛ الحرق و التهاب الجريبات و حب الشباب و ترقق الجلد.  قد تشمل الآثار الجانبية الأخرى على متلازمة كوشينغ و ارتفاع نسبة السكر في الدم.  معظم الآثار الجانبية قد تكون خفيفة.  و له فاعلية منخفضة إلى متوسطة و يتم تصنيفه ضمن المجموعة السادسة من الكورتيكوستيرويدات في الولايات المتحدة الأمريكية.  
تمت الموافقة عليه للاستخدام الطبي في الولايات المتحدة في عام 1972.  وهو متوفر كأدوية مكافئةتحت أسماء تجارية مختلفة.   تبلغ تكلفة أنبوب 15 جرامًا بنسبة 0.05٪ حوالي 15 دولارًا أمريكيًا اعتبارًا من عام 2021. 